# Kopaj (stacja kolejowa)
Kopaj (ukr. Копай) – stacja kolejowa w miejscowości Kopaj, w rejonie żmeryńskim, w obwodzie winnickim, na Ukrainie. Położona jest na linii Żmerynka – Mohylów Podolski – Ocnița.

## Historia
Stacja powstała w czasach carskich na linii ze Żmerynki do Oknicy i przejścia granicznego z Austro-Węgrami w Nowosielicy, pomiędzy stacjami Mytki i Kotiużany. Początkowo nosiła nazwę Kopaj Gorod (ros. Копай Город) od pobliskiego miasteczka Kopajgród.